# Alkilacija
Alkilacija je prenos alkilne skupine z ene spojine na drugo. Alkilna skupina se lahko prenese kot karbokation, prosti radikal ali karben (ali njegov ekvivalent). Za prenos alkilne skupine, ki je verjetno najbolj pogosta skupina v organskih molekulah, se najpogosteje uporabljajo alkilacijski agensi. 
Mnogo bioloških viljnih molekul ali njihovih predhodnikov je sestavljenih iz alkilne verige in specifičnih funkcionalnih skupin, urejenih v specifičnem redu.  Če za ciljno molekulo ni ustreznega biološkega predhodnika, se za dodajanje novih delov z želenimi funkcionalnimi skupinami na osnovno verigo uporablja selektivna alkilacija. Allkilacija s samo enim ogljikovim atomom se imenuje metilacija.
V naftni industriji alkilacija pomeni alkilacijo izobutana z olefini. Z alkilacijo se proizvaja sintetični C7–C8 alkilat, ki je zelo cenjen dodatek k bencinu.
V medicini se uporablja v kemoterapiji za alkiliranje DNK, s katerim se poškoduje DNK rakavih celic. Tovrstna zdravila se imenujejo alkilirajoči citostatiki. 

## Alkilirajoči agensi
Alkilirajoči agensi se delijo po svojih značilnostih na nukleofilne in elektrofilne agense. 

### Nukleofilni agensi
Nukleofilni alkilacijski agensi prinesejo s seboj ekvivalent alkilnega aniona (karbanion). V reakcijah sodelujejo organske kovinske spojine kot so Grignardovi (organomagnezijevi), organolitijevi, organobakrovi in organonatrijevi reagenti. Te spojine se običajno dodajajo elektronsko deficitarnemu ogljikovemu atomu, kakršen je na primer na karbonilni skupini (-CO-). Nukleofilni alkilirajoči agensi lahko izpodrinejo tudi halidne substituente na ogljikovem atomu. V prisotnosti katalizatorjev lahko alkilirajo tudi alkilne in arilne halide, na primer v Suzukijevi reakciji. 

### Elektrofilni agensi
Elektrofilni agensi s seboj prinesejo ekvivalent alkilnega kationa. Za alkiliranje aromatskih substratov s Friedel-Craftsovo reakcijo  se uporabljajo alkil halidi. Katalizatorji so Lewisove kisline. Alkil halidi reagirajo tudi z amini in tvorijo vezi C-N. Enako velja tudi za druge nukleofile, kot so alkoholi, karboksilne kisline, tioli idr.
Topni elektrofilni agensi so pogosto zelo strupeni zaradi njihovih sposobnosti, da alkilirajo DNK. Njihova uporaba zato zahteva ustrezno osebno zaščitno opremo. Ravno ta njihova lastnost se izkorišča v nekaterih alkilirajočih citostatikih in na žalost tudi v kemičnem orožju, na primer v iperitu. Alkiliranje DNK povzroči, da se DNK ne odvije ali zavije pravilno ali ne more ustrezno dekodirati podatkov encimov. To hkrati pomeni začetek programirane celične smrti (apoptoze). Alkiliranje sproži tudi mutacije, vključno s karcinogenimi mutacijami, kar dokazuje povečana pojavnost raka po izpostavitvi.
Z alkilacijo alkoholov in fenolov nastanejo etri:
R-OH + R'-X → R-O-R' + H-X
Nastalo kislino H-X se odstrani z bazo. Druga možnost je, da se alkoholi najprej deprotonirajo v alkokside ali fenokside. Primer: dimetil sulfat alkilira natrijevo sol fenola, pri čemer nastane metilni eter fenola anizol. Dimetil sulfat se dealkilira v natrijev metilsulfat:
Ph-O– Na+ + Me2SO4 → Ph-O-Me + Na+ MeSO–
4
Alkilacija aminov povzroča težave, ker  postanejo z alkilacijo bolj nukleofilni. Alkilacija primarnega amina zato poteka na isti amino skupini do kvarternega amonijevega kationa:
R-NH2 → R-NH-R' → R-N(R')2 → R-N(R')+
3  (alkilirajoči agens je zaradi boljše preglednosti izpuščen)
Če kvarterni amonij ni želeni produkt, se mora namesto alkilacije uporabiti kakšno drugačno metodo, na primer reduktivno aminacijo.

### Karbeni
Karbeni so izjemno reaktivni in napadejo celo neaktivirane vezi C-H. Nastanejo lahko z eliminacijo diazo skupine. Ekvivalenti karbenov, ki jih tvorijo prehodne kovine, se imenujejo se karbenski kompleksi prehodnih kovin. V eno od teh kategorij spadata trimetiloksonijev tetrafluoroborat ([O(CH3)3]+[BF4]-) in trietiloksonijev tetrafluoroborat.

## Alkilacija v biologiji
V biologiji je najpogostejša vrsta alkilacije metilacija, v kateri se prenese en sam ogljikov atom kot metilna skupina. V naravi poteka običajno z encimi, ki izhajajo iz vitamina B12, v katerih je metilna skupina vezana na kobalt.  V metanogenezi je koencim M metiliran s tetrahidrometanopterinom.
Elektrofilne spojine lahko alkilirajo različne nukleofile. Takšna je na primer alkilacija DNK, ki je lahko karcinogena, po drugi strani pa je lahko tudi zdravilna, ker ubija rakave celice. 

## Sinteza bencina
V standardnih procesih v rafinerijah nafte se izobutan (2-metilpropan) alkilira z nizkomolekularnimi alkeni, predvsem z zmesjo propena in butena, v prisotnosti Brøstedove kisline (HF ali H2SO4). Katalizatorja protonirata alkene v reaktivne karbokatione, ki alkilirajo izobutan. Reakciji potekata pri zmernih temperaturah od 0 in 30  °C. Reakcija je eksotermna, zato morajo biti reaktorji dobro hlajeni. Razmerje med izobutanom in alkeni mora biti visoko, da bi se čim bolj preprečilo stranske reakcije, ki dajejo produkte z nizkim oktanskim številom. Tekoča in plinska faza se spontano ločujeta, zato se mora kisla faza intenzivno mešati, da je kontaktna površina dovolj velika.
Nastali produkt, tako imenovani alkilat, je zmes visokooktanskih razvejanih alkanov, predvsem izoheptana in izooktana. Alkilat je zaradi izjemnih protieksplozijskih lastnosti in čistega zgorevanja standardna primes k bencinu in ključna sestavina visokooktanskega bencina za klasične letalske motorje. Oktansko število alkilata je odvisno predvsem od vrste uporabljenih alkenov in reakcijskih pogojev. Izooktan ima po definiciji oktansko število 100. Ker med alkiliranjem nastajajo tudi drugi produkti, je oktansko število alkilata lahko zelo različno.